# Marie-Louise Pichot
Marie-Louise Pichot (Rouen, 1er janvier 1885 - Le Plessis-Robinson, 27 juin 1947) est une artiste peintre française de style impressionniste.

## Biographie
Marie-Louise Pichot est une artiste reconnue du quartier de Montmartre. Elle s’inspire du travail des impressionnistes, et se concentrent principalement à travers ses œuvres aux représentations du corps féminin, ou à la peinture de nature morte.
En février 1937, elle participe à l’exposition collective Les femmes artistes d'Europe exposent au Jeu de Paume organisée au Jeu de paume, et mettant à l’honneur les œuvres d’artistes femmes contemporaines à travers l’Europe,.